# Język wadjiginy
Język wadjiginy, także: wagaydy, wogaity – prawie wymarły język Aborygenów z Terytorium Północnego, należący do języków wagaydy.
W 1988 roku szacowano, że ok. 12 osób posługiwało się tym językiem.